# Bruno Facchetti
Bruno Facchetti (ur. 8 lutego 1946 w Caravaggio) – włoski bokser, wicemistrz Europy z 1969.
Startował w wadze lekkośredniej (do 71 kg). Zdobył w niej srebrny medal na mistrzostwach Europy w 1969 w Bukareszcie po wygraniu trzech walk (w tym ze Stefanem Skałką w ćwierćfinale i Ionem Covacim z Rumunii w półfinale) i porażce w finale z Walerijem Triegubowem ze Związku Radzieckiego.
Był mistrzem Włoch w wadze lekkośredniej w 1970 oraz wicemistrzem w tej kategorii wagowej w 1972.
W 1972 przeszedł na zawodowstwo. Stoczył 13 walk, z których wygrał 8, a przegrał 5. Zakończył karierę w 1974.